# Berlin-Lichtenberg (metrostation)
Het metrostation Lichtenberg werd geopend op 21 december 1930 als deel van de nieuwe lijn E, de huidige U5. Het bevindt zich aan het noordelijke uiteinde van het gelijknamige spoorwegstation, ter hoogte van de Lichtenberger Brücke, en kruist de sporen en perrons in een tunnel. Vanaf 1935 heette het metrostation Bahnhof Lichtenberg, om de overstapmogelijkheid op de spoorwegen te benadrukken; in 1974 kreeg het zijn huidige naam.
Metrostation Lichtenberg kreeg zoals alle stations op lijn E een standaardontwerp van de hand van Alfred Grenander, indertijd huisarchitect van de Berlijnse metro. Om de sterk op elkaar gelijkende stations van elkaar te onderscheiden maakte Grenander gebruik van de zogenaamde kenkleur, die toegepast werd op vaste elementen als de wandbetegeling en de stalen steunpilaren. De toewijzing van de kenkleur volgde een zich herhalend patroon: roze, lichtgrijs, geel, blauwgroen, lichtgroen. Station Lichtenberg werd uitgevoerd in gele tinten. Oorspronkelijk had het station volgens het standaardontwerp een hoge perronhal met uitgangen aan beide uiteinden. Later werd echter over de gehele lengte van het station een tussenverdieping ingevoegd, om een rechtstreekse toegang tot de perrons van het bovengelegen spoorwegstation te creëren. De pilaren lopen nog altijd door het dak door tot op deze slechts ruim twee meter hoge tussenverdieping.
Na het uitbreken van de Tweede Wereldoorlog werden schuilkelders ingericht in een aantal metrostations, waaronder Lichtenberg. Luchtaanvallen op de Duitse hoofdstad zorgden voor grote schade lijn E, maar station Lichtenberg bleef gespaard. Desondanks moest het station in april 1945 zijn deuren sluiten; het metroverkeer werd in de gehele stad stilgelegd. Nadat in mei 1945 de Noord-zuidtunnel van de S-Bahn werd opgeblazen en onder water kwam te staan, overstroomde ook een deel van de tunnel van metrolijn E, maar het water bereikte Lichtenberg niet. Na het einde van de oorlog begon men met het leegpompen van de tunnels, zodat er op 16 juni 1945 weer pendeltreinen over lijn E konden gaan rijden. Een week later was de lijn weer volwaardig in dienst.

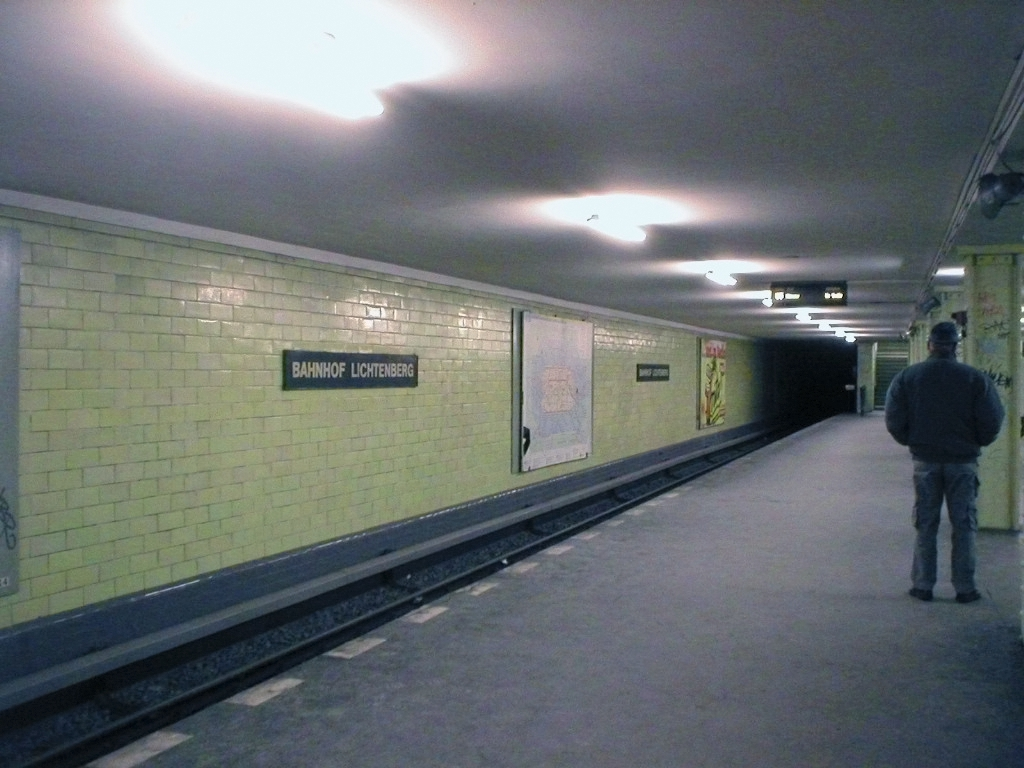
Het metrostation bevond zich voor de modernisering van 2004 nog in vrijwel originele toestand.

In de DDR-tijd kregen veel metrostations op lijn E een nieuw uiterlijk, maar station Lichtenberg behield zijn oorspronkelijke betegeling. Wegens een gebrek aan onderhoud sloeg in de loop der jaren het verval toe, zodat het station er in de jaren 1990 verwaarloosd bij lag.
Tussen 2003 en 2004 stak men de oudste stations van de U5 echter in een nieuw jasje. De wandbetegeling moest wijken voor een vandalismebestendige bekleding van geëmailleerde metaalplaten, waarbij werd teruggegrepen op het principe van de kenkleur. Station Lichtenberg werd in 2004 onder grondig onder handen genomen; in het dak werden twee openingen naar de tussenverdieping gemaakt om de ruimtelijkheid van de zeer lage hal te vergroten. Voor het kleurenschema koos men een combinatie van geel (op de wanden) en felgroen (pilaren); in een groene band op de wanden is de stationsnaam aangebracht. Daarnaast werd de verlichting verbeterd, werd er een nieuwe vloer gelegd en kwam er nieuw perronmeubilair.
Bij de sanering van de stations van de U5 bouwde men, in tegenstelling tot een eerder vergelijkbaar project op de U6, niet overal liften in. Station Lichtenberg zal volgens het prioriteitenplan echter binnen twee jaar van een lift voorzien worden.